# Reserva Extrativista do Extremo Norte do Tocantins
A Reserva Extrativista do Extremo Norte do Tocantins é uma unidade de conservação federal do Brasil categorizada como reserva extrativista e criada por Decreto Presidencial em 20 de maio de 1992 numa área de 9.280 hectares no estado do Tocantins.